# Šejh Mehmed Užičanin
Šejh Mehmed Užičanin ili Šejh Muhamed (Šeher Užice, oko 1710 – Rožaje 1750), bio je narodni tribun, turski verski učitelj i hroničar. Željan znanja, odlazi u Istanbul, u kome završava visoke verske škole, a zatim se vraća u zavičaj. Bio je jedan od učenijih ljudi svoga vremena, poznat pisac, i začetnik socijalnog pokreta u XVIII veku. Uživao je veliki ugled. Njegova su predavanja u džamiji u Užicu bila veoma posećena. Javno je negodovao protiv globe raje, nepravde, nasilja. Često je govorio:  Car je daleko i ne čuje i ne zna šta se radi, niko ne smije da se protivi od pesnice, batine i sablje a nebo visoko i dolje tvrdo.

## Delo
Pisao je poslanice i caru i paši. Suprotstavljao se nasilju i nepravdi mesnih činovnika i janjičara. Njegove poslanice nisu stizale do cara jer su ga zaptije uhodile i plenile ih od poštonoša. Uputio je nekoliko oštrih poslanica beogradskom veziru Muhamed-paši a prepise učenim ljudima Beograda, Jedrena, Istanbula, Meke i Medine. U pismu Šejh odgovara beogradskom paši na njegovo pismo od 2. aprila 1748. godine kojim mu ovaj naređuje da se pokori fermanu na osnovu kojeg je trebao da bude proteran u Bosnu, jer je, navodno, otkazao poslušnost državnoj vlasti, narušavajući red i poredak. Šejh u pismu ističe da upućuje svet na dobro a odvraća ga od zla i da to čini samo na osnovu verskih propisa, pa za takav tvoj rad ne sme biti kažnjen. Valiju naziva nasilnikom i pripisuje mu pljačku raje.
Šejh opisuje napad na Užice i svoj beg odatle. Napad je bio veoma žestok, spaljene su kuće i Šejha i njegovih pristalica, a zapaljena je i medresa. On se, s nekoliko sledbenika, zatvorio u jednu džamiju, odakle mu uspeva da pobegne, nakon što je jedan od njegovih pristalica poginuo, a nekoliko ostaje ranjenih.
Pismo je uputio i svojim prijateljima obaveštavajući o otetim i popaljenim objektima, žestoko kritikujući poroke koji su zavladali u Užicu. Beograd naziva gradom smutnje, stecištem nasilnika i pokvarenih ljudi, a svoje protivnike prljavom bandom satanske stranke. Šejh se pismima obraća i bosanskom valiji, Hekimoglu Ali-paši i Šejhu Isu efendiji iz Bruse, njegovom muderisu, u kojem ga savetuje da radi na verskom uzdizanju naroda, da izbegava gozbe silnika, zelenaša i pokvarenih ljudi, a da ne bude u neprijateljstvu sa kadijama i valijama. Porta je iz Istanbula uputila više fermana na razne adrese i ličnosti od kojih zahteva da se Šejh-Mehmed bezuslovno uhvati, a ako bi bilo postupaka suprotnih ovim fermanima, preti se stanovništvu kadiluka Užice, Soko Grada i Požega da će se na njih raspisati narez u iznosu od 20.000 groša. Beogradski paša je poslao svoje ljude da provere Šejhovo delovanje u Užicu. Za pašin nalog znao je samo bimbaša, koji je nakon nekoliko dana provedenih na putu, došao do istine o Šejhovim nastupima protiv koga su užički vlastodršci spletkarili da bi ga ocrnili među pristalicama.
Janjičarski izviđači, predvođeni bimbašom, iz seoske crkve uzeli su krst, mantiju i knjige, zapretili popu da o tome nikome ne govori i sve stvari krišom noću smestili u Šejhovo turbe pored džamije u kojoj je šejh bio imam. Udesili su da ih pašini ljudi tamo nađu. Popu su naredili da, kada ga kadija bude saslušavao, prizna da je Šejh uzeo od njega te stvari, da mu ih je darivao kao prijatelju. Čim su janjičari otišli, pop je pre zore stigao u Užice i ispričao knjigovescu, koga je poznavao, susret sa janjičarima. Zamolio ga je da izvesti Šejha o tome kakvu mu zamku spremaju. Kad je Šejh na sabah namaz došao, stražar ga je propustio na vrata džamijske avlije. Dvojica janjičara su ga opkolila i zavezala. Izveli su ga ga pred narod koji je čekao sabahski namaz. Užički muftija obavestio je okupljene da su u Šejhovom turbetu našli mantiju, krst i jevanđelje. ‘’Eto kakav vam je Šejh, o tome najbolje govori ovo što smo pronašli u njegovom turbetu. On vas vara i nagovara da ne slušate carsku vlast a potajno održava veze sa popom ‘’- rekao je muftija. Šejh je, ipak, oslobođen krivice jer su mnogi znali da je u pitanju najobičnija podvala.
Zbog sve žešćih kritika vlasti, beogradski paša je poslao egzekutore s nalogom da Šejha ubiju. Da bi sačuvao pristalice i varoš od pustošenja, Šejh je napustio Užice. Najžalije mu je bilo ostaviti biblioteku koju je celog života skupljao i obogaćivao vrednim knjigama. Uzeo je Kur'an svojom rukom pisan, i neke najnužnije stvari, i bežeći pred janjičarskom poterom, bez sna i odmora, stigao je u Sutivan kod Bijelog Polja i sklonio se kod poznate porodice Šehovića. Noć je provodio u ibadetu, daleko od očiju sveta, razmišljajući kuda da ode. Otišao je u Balotiće, kod Rožaja, kod svog ratnog druga Hajrudina Balote, s kojim je 1737. godine učestvovao u borbama sa Austrijancima kod Banja Luke. U dugim zimskim noćima, Šejh je podučavao seosku decu pismenosti, govorio ljudima koji su se radoznalo okupljali oko njega - da vlasti treba da su podjednako pravedne za svakoga, bez obzira na veru, da činovnici ne smeju primati mito, da prema sirotinji ne treba činiti nepravdu i nasilje. Odvraćao je seljake od svađa, ogovaranja, laži i drugih poroka.

## Smrt
Vezir je poslao pismo pećkom paši Mahmutbegoviću zahtevajući: Ili Šejhovu ili tvoju glavu. Vojnici su opkolili kuću u kojoj se krio Šejh. Prema legendi, janjičari su ga zaklali raonikom, jer ga, pričalo se, nije htela ni puška ni sablja; glavu su mu odneli u Peć i, kad su je pokazali paši, njemu se učinilo da se nasmejala. Imam Gornje džamije, Imamović, usnio je da treba da ode i uzme Šejhovu glavu. Probudio se u ponoć i krenuo, a jedan beli pas, vele, išao je pred njim, i, kada je imam pored turskih stražara prolazio, oni su spavali, nisu ga opazili, te on uzme šejhovu glavu, donese je u Rožaje i sastavi sa trupom. Saznavši za to, Huršid –paša povrati vojsku i naredi da se nad Šejhovim grobom napravi turbe i napiše tarih, koji i dan-danas postoji i u kojem piše da je Šejh bio borac protiv nasilja janjičara.
Na mestu gde je Šejh ubijen procvetale su ruže "šehovke" koje i danas tamo uspevaju, ali se na drugo mesto ne mogu presaditi.
Šejh Muhamed Užičanin je pogubljen u Balotićima 1750. godine. Na mestu pogibije meštani su u znak poštovanja prema ovom šehidu podigli turbe. Drugo turbe podignuto je u Peći na mestu gde se glava šejhova pred pašom - ubicom nasmejala, a treće turbe mu je podigao Huršid-paša 1854. godine u Rožajama, u haremu Gornje džamije.

## Legenda
O Šejhu Mehmedu, Tihomir Đorđević je zabeležio sledeću legendu:
"Onoga dana kada će ga stići potera on rekne ljudima koji su bili oko njega: Ja ću danas poginuti. Tako je i bilo.
Na mestu gde je poginuo bilo mu je ukopano telo, a na grobu mu odmah nikne ruža koja je imala miris lepši od mirisa sviju ruža. Glava mu je odnesena u Peć. Neki hodža od Imamovića familije iz Rožaja otide u Peć i uspe da mu glavu ukrade. Drugi mu iskopaju telo pa ga odnesu u Rožaje i zajedno sa glavom ukopaju na dva metra od Kurtagića džamije. Tu mu je na grobu načinjeno novo turbe. Onu ružu sa prvoga groba presade sad na novom grobu, gde i sada traje. Mnogi su pokušavali da od nje presade, ali presade ne mirišu onako kao ruža na grobu".
U turbetu se i danas nalazi hronogram na tursko-persijskom jeziku koji govori o ličnosti šejha i graditelju njegovog turbeta:
Užički šejh Muhamed, proživitelj Mustafine vjere (muhji i dini Mustafa) čije je čisto tijelo sahranjeno u ovu mirisavu zemlju, je najveći kutb (prvak šejhova) i nasljednik pejgamberskog Božanskog znanja, udostojen je časti da bude sluga porodice Betule prečasne (hazreti Fatime)."
O Šejhu Muhamedu ispevane su mnoge narodne pesme, a slavili su ga jednako i Srbi i muslimani.

## Literatura
ISSN:	0555-1153
Autor:	Mušić, Omer
Naslov:	Treća poslanica šejha Muhameda iz Užica
Matična publikacija:	Prilozi za orijentalnu filologiju = Revue de philologie orientale, br. 8-9 / pp. 193-203
Impresum:	Sarajevo : Orijentalni institut u Sarajevu, 1958/59
Signatura	TUR 809 PRI
Vrsta građe:	Članak
Knjižnica:	Knjižnica za turkologiju, http://www.knjiznice.ffzg.hr/turkologija Архивирано на веб-сајту  (4. мај 2009)
MFN:	718